# When Husbands Flirt
When Husbands Flirt est un film muet américain réalisé par William A. Wellman et sorti en 1925.

## Fiche technique
- Réalisation : William A. Wellman
- Scénario : Dorothy Arzner, Paul Gangelin, d'après leur histoire
- Chef-opérateur : Sam Landers
- Production : Harry Cohn
- Durée : 57 minutes
- Date de sortie : 
  - États-Unis : novembre 1925

## Distribution
- Dorothy Revier : Violet Gilbert
- Forrest Stanley : Henry Gilbert
- Tom Ricketts : Wilbur Belcher
- Ethel Wales : Mrs Wilbur Belcher
- Maude Wayne : Charlotte Germaine
- Frank Weed : Percy Snodgrass
- Edwin Connelly : Joe McCormick